# Saint-Martin-la-Sauveté
Saint-Martin-la-Sauveté è un comune francese di 1 030 abitanti situato nel dipartimento della Loira della regione dell'Alvernia-Rodano-Alpi.

## Società

### Evoluzione demografica
Abitanti censiti